# Ñacunday
Ñacunday é um distrito do Paraguai localizado no departamento do Alto Paraná.

## Transporte
O município de Ñacunday é servido pela seguinte rodovia:
- Caminho em rípio ligando a cidade ao município de Iruña [1][2][3]